# Бинго
Бинго е хазартна игра от категорията числови лотарийни игри. Провежда се в зала с необходимата техника и условия. Участниците залагат на предоставена от организатора комбинация от числа, като предварително са обявени само номиналът на един талон, а размерът на залога е по преценка на участника. Разположението на числата е уникално за всяка комбинация.

## Бинго в България
В България бинго се играе с числата от 1 до 90, като един талон съдържа 15 различни числа, разпределени в девет вертикални колони и три хоризонтални линии по пет числа. Талоните се отпечатват в серии по шест талона. Числата се изтеглят от специална машина под формата на топки. Топките са 90 броя, всяка с различно число.

#### Правила
Всеки участник закупува един или няколко талона (това е неговият залог) с предварително обявен номинал за играта. След приключване на продажбите, оператор на пулта включва машината за изтегляне на топките с числата от 1 до 90. Когато се изтегли и обяви число, присъстващо в талона на участника, той го маркира по подходящ начин (маркер, флумастер или др.).

#### Печалби
- Печеливша комбинация „линия“ е за участника, пръв маркирал в своя талон всички числа в една от хоризонталните линии.
- Премия „бинго“ печели участникът, пръв маркирал и петнадесетте числа от талона си.

Когато в една игра линия или бинго се обяви от повече от един участник, печалбата се разпределя поравно между тях.

## По света
В Канада и САЩ се играе с числата от 1 до 75. Премиите са за запълване на комбинациите от числа по вертикала, хоризонтала, диагонал или по шаблон, отпечатан на талона. В други страни се играе с талони, разделени на 3х3, 4х4 или 5х5 верикални и хоризонтални линии.

## История
Бингото вероятно е наследник на играта Lotto играна в Италия през 1530 г. По онова време играта се е наричала Lo Giuoco del Lotto D'Italia и тегленията ѝ са се състояли всяка събота. Проследяването на историята на играта „бинго“ води от Италия към Франция, където през 1778 тя е станала популярна сред френската буржоазия под името Le Lotto. През 19 век били създадени различни образователни игри, които се базирали на Lotto.
През 1920 г. играта е пренесена в САЩ, където започва да се играе под името Beano (днешното Бинго), наречена така заради бобовите зърна (англ. beans), с които участниците отбелязвали (маркирали) изтеглените числа. Разказва се, че развълнуван участник вместо „beano“ извикал „bingo“ и името на играта останало бинго. Интересът към играта нараснал изключително бързо и тя била преименувана на „Бинго“, като били променени и правилата на играта до тези, които познаваме в наши дни.